# Ladissa
Ladissa Simon, 1907 è un genere di ragni appartenente alla famiglia Gnaphosidae.

## Distribuzione
Le 4 specie note di questo genere sono state reperite in India, nel Benin e in Sierra Leone.

## Tassonomia
Non sono stati esaminati esemplari di questo genere dal 1907.
Attualmente, a ottobre 2015, si compone di 4 specie:
- Ladissa africana Simon, 1907[2] — Sierra Leone
- Ladissa inda (Simon, 1897) — India
- Ladissa latecingulata Simon, 1907 — India
- Ladissa semirufa Simon, 1907 — Benin

### Specie trasferite
- Ladissa tenuicincta Simon, 1909; trasferita al genere Hitobia Kamura, 1992[1].